# Bolívar Echeverría
Bolívar Vinicio Echeverría Andrade (Riobamba, Ecuador,  31 de enero de 1941 – Ciudad de México, México, 5 de junio de 2010) fue un filósofo latinoamericano, de origen ecuatoriano, y naturalizado mexicano. Fue profesor emérito de la Facultad de Filosofía y Letras de la Universidad Nacional Autónoma de México (UNAM).

## Biografía
Fue el segundo de seis hijos de Rosa Andrade Velasco y Bolívar Echeverría Paredes.
A los 6 años se mudó a Quito e ingresó al Colegio Lasalle, una institución educativa católica de la ciudad. Sin embargo, a pedido de su padre, en 1955 fue transferido al Instituto Nacional Mejía, colegio de corte liberal y laico. Fue durante su estancia en este último colegio cuando empezó su interés por el pensamiento político y la filosofía. Además aquí dio inicio a su actividad política con su participación en movimientos y huelgas estudiantiles a través de su militancia en las Juventudes Socialistas, que eran a su vez parte del Partido Socialista Ecuatoriano. Durante esta etapa hizo amistad con varios intelectuales y poetas de la época como Ulises Estrella, Luis Corral y Fernando Tinajero, junto a quienes llegó a formar parte del movimiento tzántzico.
Más tarde cursó estudios en la Freie Universität Berlin y en la Universidad Nacional Autónoma de México, donde también realizó estudios en economía. Participó en el movimiento estudiantil alemán de los años 60. En 1970 se estableció en México en donde vivió como traductor, continuó sus estudios de filosofía y economía y llevó a cabo durante seis años un seminario de lectura sistemática de El capital de Marx. Desde entonces fue académico de la Facultad de Filosofía y Letras de la UNAM, donde fundó revistas culturales y políticas como Cuadernos Políticos (1974-1989); Palos de la Crítica (1980-1981); Economía Política (México 1976-1985); Ensayos (1980-1988); al momento de fallecer, en junio de 2010, formaba parte de los consejos de redacción de revistas como Theoria (desde 1991); y Contrahistorias. La otra mirada de Clío (desde 2003). Bolívar se casó con la profesora de Facultad Filosofía y Letras de la UNAM Raquel Serur.
Sus investigaciones se centraron en la lectura del existencialismo de Sartre y Heidegger, la crítica de la economía política de Marx y el desarrollo de la teoría crítica de la Escuela de Frankfurt, así como los fenómenos culturales e históricos de América Latina. A partir de estas investigaciones formuló su crítica de la modernidad capitalista y su teoría del ethos barroco como forma de resistencia cultural en América Latina, para una posible y deseable "modernidad alternativa", es decir, una "modernidad no-capitalista".

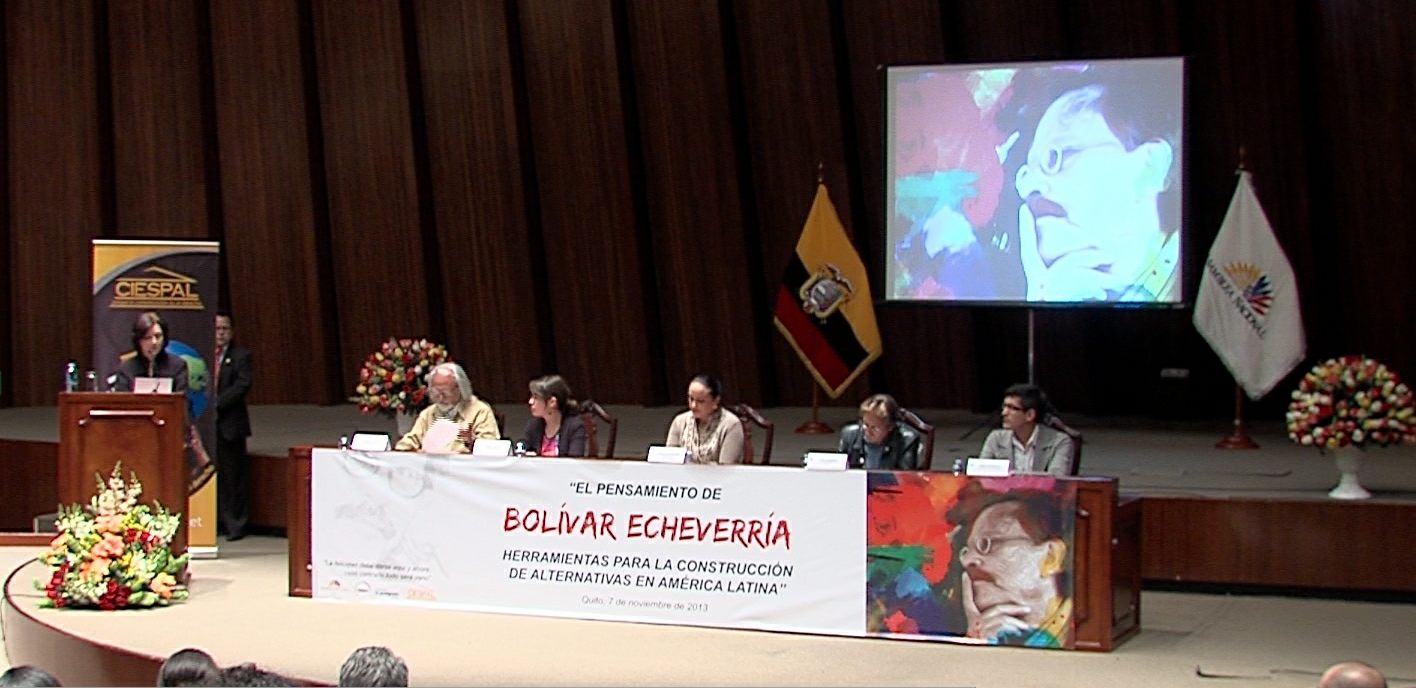
Pensamiento crítico de Bolívar Echeverría y su incidencia en los procesos de transformación de América Latina fue analizado y debatido en la Asamblea Nacional de Ecuador

Entre los premios que recibió están: Premio Universidad Nacional a la Docencia (México,1997), Premio Pio Jaramillo Alvarado (FLACSO-Quito, 2004) y Premio Libertador Simón Bolívar al Pensamiento Crítico (Caracas, 2006).
Falleció en la Ciudad de México el 5 de junio de 2010, por un infarto cardíaco.

## Obras de Bolívar Echeverría

### Libros
- El discurso crítico de Marx, México: Era, 1986. Reedición en FCE, 2017.
- Conversaciones sobre lo barroco, México: UNAM, 1990.
- Circulación capitalista y reproducción de la riqueza social. Apunte crítico sobre los esquemas de K. Marx, México: UNAM / Quito: Nariz del diablo, 1994.
- (comp.), Modernidad, mestizaje cultural y ethos barroco, México: UNAM / El Equilibrista, 1994.
- Las ilusiones de la modernidad, México: UNAM / El equilibrista, 1995. Reedición en Era, 2018.
- Valor de uso y utopía, México: Siglo XXI, 1998.
- La modernidad de lo barroco, México: Era, 1998.
- La contradicción de valor y valor de uso en El Capital, de Karl Marx, México: Itaca, 1998.
- Definición de la cultura, México: Itaca, 2001.
- (comp.), La mirada del ángel. En torno a las Tesis sobre la historia de Walter Benjamin, México: Era, 2005.
- Vuelta de siglo, México: Era, 2006.
- (comp.), La americanización de la modernidad, México: Era, 2008.
- ¿Qué es la modernidad?, México: UNAM, 2009.
- Modernidad y blanquitud, México: Era, 2010.
- Siete aproximaciones a Walter Benjamin, Bogotá: Desde Abajo, 2010.
- El materialismo de Marx. Discurso crítico y revolución, México: Itaca, 2011.
- Modelos elementales de la oposición campo-ciudad. Anotaciones a partir de una lectura de Braudel y Marx, México: Itaca, 2013.

### Ensayos
- Imágenes de la "blanquitud" en Sociedades icónicas. Historia, ideología y cultura en la imagen, Siglo XXI, México 2007.

## Obras sobre Bolívar Echeverría
Arizmendi, L., Peña y Lillo, J. Piñeiro, E. (2014). Bolívar Echeverría: Trascendencia para América Latina. Quito: IAEN & México D.F. UNAM. 
- Stefan Gandler, Marxismo crítico en México: Adolfo Sánchez Vázquez y Bolívar Echeverría, México, FCE Archivado el 2 de abril de 2015 en Wayback Machine./UNAM/UAQ, 2007.
- Stefan Gandler, “Reconocimiento versus ethos.” En: Íconos. Revista de Ciencias Sociales. Archivado el 13 de enero de 2014 en Wayback Machine. Facultad Latinoamericana de Ciencias Sociales, Quito, núm. 43, mayo de 2012, pp. 47-64. ISSN 1390-1249.
- Oliva Mendoza, Carlos, Semiótica y Capitalismo: Ensayos sobre la obra de Bolívar Echeverría, Ítaca, México, 2013